# Заирский обряд
Заирский обряд (фр. rite zaïrois) — разновидность Евхаристической литургии римского обряда, которая практикуется в Центральной Африке. Заирский обряд можно полноправно считать частью западной, латинской литургической традиции Католической церкви.

## Появление
Благодаря Второму Ватиканскому Собору римо-католики в Африке получают новые возможности для развития своей идентичности. Отныне в литургических обрядах разрешается не просто использовать местные африканские или постколониальные языки вместо латинского, но появляется также возможность интеграции различных элементов местной культуры. Особенную активную роль в продвижении к этой интеграции сыграли епископы Католической церкви в Заир (сегодня Демократическая Республика Конго).
Это литургическое движение привело к тому, что в 1988 году выходит в свет официальное издание Римского Миссала для Заирской Епархии, одобренное Папой Римским Иоанном Павлом II. Одним из основных аргументов для принятия этого решения было то, что ни одна культура никогда не стоит на месте, особенно если в ней культивируется христианская вера. Это подчёркивается и в votum 2005 года католических епископов Конго, в котором говорится также о том, чтобы пересмотреть существующую практику заирской мессы и постараться улучшить те элементы, которые нуждаются в доработке. Это должно стать одной из основных тем предстоящих синодов. Основным же вопросом должно стоять то, какую роль играет инкультурация литургии и литургических обрядов в Африке в свете актуальной всеобщей «глобализации» и служения Церкви.

## История
Как отмечает Джеймс Окоие CSSP, практика заирской Евхаристической литургии является одним из лучших примеров служения литургии в африканском контексте. Первая презентация заирской мессы состоялась в 1973 году. Должно было пройти ещё 15 лет после чего она была официально утверждена высшим руководством Церкви. Уже на тот момент это был результат многолетнего труда и стараний заирских епископов, которые начали свою работу ещё в 1961 году. Эта работа заключалась прежде всего в том, чтобы продумать новую, адекватную для Африки, форму литургии, в чём они, конечно же, были первопроходцами того времени. В городе Яунде (Камерун) до сегодняшнего дня продолжает ещё формироваться практика ндзон-меленского обряда, которая основывается на одной из культурных моделей африканского общества «общения-совещания», делибирации («Palaver»). В основе этой модели лежит принцип «делиться Словом и Пищей по приглашению того, у кого происходят проблемы».

## Структура Литургии
Заирская форма Евхаристии в своей основе является одной из форм римской литургии novus ordo, поэтому значительные отличия будут проявляться лишь в некоторых внешних элементах одеяний и порядке совершения обряда.

### Начальные обряды
1. Процессия входа лекторов
2. Приветствие верных и приглашение к молитве
3. Процессия входа духовенства
4. Приветствие алтаря (целование престола)
5. Приветствие верных
6. Введение в литургию
7. Призыв ко святым и предкам
8. Песнь «Слава в вышних Богу» (Gloria)
9. Молитва перед чтениями (Oratio collecta)

### Литургия Слова
1. Первое чтение (Ветхий Завет)
2. Ответный псалом (Responsorium)
3. Второе чтение (Послания Нового Завета)
4. Аллилуарий
5. Чтение Евангелия
6. Проповедь
7. Символ Веры (Credo)
8. Обряд покаяния (Сonfiteor)
9. Обряд приветствия мира
10. Молитва верных

### Литургия Жертвы
1. Процессия с дарами
2. Евхаристическая молитва (Анафора)
3. Молитва Господня (Отче наш)
4. Причастие и благодарение
5. Молитва после причастия

### Завершающие обряды
1. Благословение
2. Отпуст верных
3. Процессия выхода
Как видно из представленной структуры форма заирской Евхаристической литургии отличается особо развитыми начальными обрядами. Роль лекторов довольно широка и её часто исполняют старейшины деревень. Отличительным элементом будет также призыв ко святым и предкам, почитание которых так важно в Африке. Призыв к предкам является абсолютным нововведением. Так же стоит отметить изменение места обрядов покаяния и приветствия мира. В заирском обряде они проводятся как часть, завершающая Литургию Слова.
Следующей отличительной чертой будет особая роль диалога во время процессии входа. Певцы и лекторы просят священнослужителя о Слово (Писания) и с его разрешения и благословения получают его. Процессия с дарами происходит в форме литургического пения и танца. Эти два элемента (пение и танец) являются важными характерными чертами заирской мессы.